# Sternerska huset
Sternerska huset är en byggnad vid Storgatan i Halmstad, som uppfördes 1905-1907 för klädeshandlaren och skräddaren Johan Alfred Sterner. Det ritades av Sven Gratz, som blev hårt ansatt för den i sin omgivning dominerande tornförsedda femvåningsbyggnaden i jugendstil.
Byggnaden kallades också för Sternerska palatset. Johan Alfred Sterner bedrev klädbutik och skrädderi i bottenvåningen. Övriga fyra våningsplan hade varsin påkostade, drygt 200 kvadratmeter stora, lägenhet, varav familjen Sterner bodde i en.
Lägenheterna byggdes med stavparkettgolv, stuckaturer, kakelugnar och stora fönster.
Den tidigare ägaren Matts Ståhl donerade bygganden till Läkare utan gränser på 2010-talet.. Organisationen sålde huset till en nybildad bostadsförening.